# THE VERY BEST OF BOSSANOVA CASSANOVA
『THE VERY BEST OF BOSSANOVA CASSANOVA』（ザ・ベリー・ベスト・オブ・ボサノバカサノバ）は、日本のバンド・ボサノバカサノバが2008年6月21日にリリースした9枚目のアルバム(ベスト盤)である。

## 収録曲
BOSSANOVA SIDE
1. Jingle 1
2. 恋のゆくえ
3. 涙のノーマ・ジーン
4. LADY LAYLA
5. 午前0時のMERRY GO ROUND
6. 新しい旅
7. 風の午後
8. あいのうた
9. 全裸-NUDE-
10. 泣いていいよ
11. ひとりじゃない
12. 恋人
13. さよならはいわない
14. 砂に書いたさよなら

CASSANOVA SIDE
1. 夏の日のJODY
2. 恋風
3. 花を買って帰ろう
4. ROUTE 246
5. 長距離電話
6. 星の数ほど抱きしめて
7. I LOVE YOU MORE THAN YOU
8. I WILL MAKE LOVE TO YOU
9. SOUTH WING
10. ONCE MORE ONCE AGAIN
11. 口紅
12. 夜桜
13. 花
14. ひまわりと土曜日の朝
15. JINGLE 2